# Обердрајс
Обердрајс (њем. Oberdreis) општина је у њемачкој савезној држави Рајна-Палатинат. Једно је од 62 општинска средишта округа Нојвид. Према процјени из 2010. у општини је живјело 895 становника. Посједује регионалну шифру (AGS) 7138052.

## Географски и демографски подаци
Обердрајс се налази у савезној држави Рајна-Палатинат у округу Нојвид. Општина се налази на надморској висини од 285 метара. Површина општине износи 9,0 km². У самом мјесту је, према процјени из 2010. године, живјело 895 становника. Просјечна густина становништва износи 99 становника/km².